# Insieme stellato

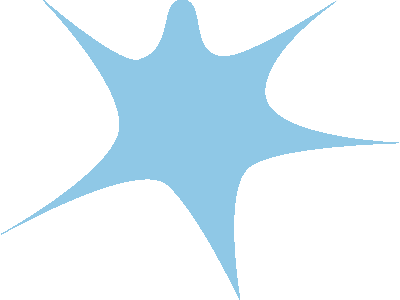
Un esempio di insieme stellato.

In matematica, un insieme {\displaystyle S} nello spazio euclideo Rn si dice stellato (o stellato-convesso, o ancora stellare) se esiste almeno un punto {\displaystyle x_{0}} in {\displaystyle S} tale che per tutti i punti {\displaystyle x} in {\displaystyle S} il segmento da {\displaystyle x_{0}} a {\displaystyle x} è contenuto in {\displaystyle S}. Un tale {\displaystyle x_{0}} si dice centro e se l'insieme è aperto, allora il centro non è unico. Cosa che invece non accade per gli insiemi chiusi, dove il centro può anche essere unico, ad esempio se si considera l'unione dei due assi nel piano (che è chiuso) l'unico centro è l'origine.
Questa definizione è generalizzabile per ogni spazio vettoriale reale o complesso. In uno spazio vettoriale {\displaystyle V} su Rn un insieme {\displaystyle A} si dice stellato se esiste almeno un punto {\displaystyle x\in A} tale che per ogni altro punto {\displaystyle y\in A} il segmento che li congiunge, cioè l'insieme {\displaystyle \{x+t(y-x):t\in [0,1]\}}, è interamente contenuto in {\displaystyle A}.

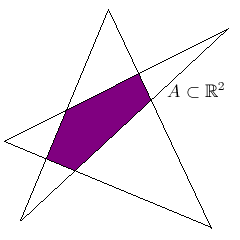
Sottoinsieme stellato di. Ogni punto della porzione in viola è un centro e l'insieme dei centri è un convesso.

Intuitivamente, se si immagina {\displaystyle S} come una regione circondata da un recinto, {\displaystyle S} è un insieme stellato se si può trovare un punto di vista {\displaystyle x_{0}} in {\displaystyle S} dal quale qualunque punto {\displaystyle x} di {\displaystyle S} è visibile (cioè compreso nella linea dello sguardo).
Un particolare caso di insieme stellato è quello di insieme convesso, per il quale vale una condizione più forte: tutti i segmenti aventi per estremi una qualsiasi coppia di punti {\displaystyle x,y\in A} sono interamente contenuti nell'insieme. Dunque un convesso è uno stellato che ha un centro in ogni suo punto.
Un campo irrotazionale definito su un dominio stellato è conservativo.

## Esempi
- Qualunque linea o piano in Rn è un dominio stellare.
- Una linea o piano di cui si esclude un punto non sono domini stellari.
- Se A è un insieme in Rn, l'insieme

{\displaystyle B=\{ta:a\in A,t\in [0,1]\}}
ottenuto connettendo qualunque punto in A all'origine è un dominio stellare.

## Proprietà

Un insieme stellato non è necessariamente convesso in senso ordinario.

- Ogni insieme convesso è un insieme stellato, mentre non è valido il viceversa.
- Un insieme è convesso se e solo se è un insieme stellato rispetto a tutti i punti dell'insieme.
- La chiusura di un insieme stellato è un insieme stellato, ma l'interno di un insieme stellato non è necessariamente un insieme stellato.
- L'unione e l'intersezione di due insiemi stellati non sono necessariamente un insieme stellato.
- Una figura a forma di stella o croce è un insieme stellato, ma non è convesso.
- Un aperto stellato non vuoto di Rn è diffeomorfo a Rn.
- Ogni insieme stellato è uno spazio contraibile, attraverso un'omotopia che è una retta. In particolare, quindi, ogni insieme stellato è semplicemente connesso.